# مؤتمر الشباب العربي
مؤتمر الشباب العربي الفلسطيني تنظيم سياسي فلسطيني سابق ذو توجه قومي، تأسس في القدس في ديسمبر 1931. كانت من أهم أسباب نشأته، شعور القوميين العرب بأن الوقت قد حان لإعطاء الأولوية للبعد القومي في النضال الفلسطيني، خاصة بعد ثورة البراق 1929.